# Томе-Асу (микрорегион)

Томе-Асу на карте.

Томе-Асу (порт. Microrregião de Tomé-Açu) — микрорегион в Бразилии, входит в штат Пара. Составная часть мезорегиона Северо-восток штата Пара. Население составляет 287 618 человек (на 2010 год). Площадь — 23 704,470 км². Плотность населения — 12,13 чел./км².

## Демография
Согласно сведениям, собранным в ходе переписи 2010 г. Национальным институтом географии и статистики (IBGE), население микрорегиона составляет:
| Полное население                             | Полное население                             | Полное население                             | Полное население                             | 287 618 |
| -------------------------------------------- | -------------------------------------------- | -------------------------------------------- | -------------------------------------------- | ------- |
| в том числе:                                 | Городское население                          | 143 147                                      | Процент городского населения, %              | 49,77   |
|                                              | Сельское население                           | 144 471                                      | Процент сельского населения, %               | 50,23   |
|                                              | Мужское население                            | 149 685                                      | Процент мужского населения, %                | 52,04   |
|                                              | Женское население                            | 137 933                                      | Процент женского населения, %                | 47,96   |
| Плотность населения, чел/км²                 | Плотность населения, чел/км²                 | Плотность населения, чел/км²                 | Плотность населения, чел/км²                 | 12,13   |
| Население микрорегиона в % к населению штата | Население микрорегиона в % к населению штата | Население микрорегиона в % к населению штата | Население микрорегиона в % к населению штата | 3,79    |

## Статистика
- Валовой внутренний продукт на 2003 год составляет 733 391 933,00 реалов (данные: Бразильский институт географии и статистики).
- Валовой внутренний продукт на душу населения на 2003 год составляет 3132,72 реалов (данные: Бразильский институт географии и статистики).
- Индекс развития человеческого потенциала на 2000 год составляет 0,659 (данные: Программа развития ООН).

## Состав микрорегиона
В составе микрорегиона включены следующие муниципалитеты:
1. Акара
2. Конкордия-ду-Пара
3. Можу
4. Тайландия
5. Томе-Асу